# Solanum oblongifolium
Solanum oblongifolium är en potatisväxtart som beskrevs av Michel Félix Dunal. Solanum oblongifolium ingår i släktet skattor som ingår i familjen potatisväxter. Inga underarter finns listade i Catalogue of Life.